# 栄進牧場
栄進牧場（えいしんぼくじょう）は、北海道浦河郡浦河町上絵笛にある競走馬（サラブレッド）の生産牧場である。代表者は平井克彦。

## 歴史
馬主として活動していた平井豊光により1978年に開設され、1986年にエイシンリゲインがサファイヤステークスを制し生産馬で初の重賞制覇を果たす。その後2001年に業務見直しが行なわれ、荻伏にある第二分場の廃止、育成業務を久世育成センターへの一本化、繋養頭数の削減等が行なわれる。

## 活動
栄進牧場はプライベートオーナーブリーダーで、生産したサラブレッドのほとんどは売却されることなく、平井克彦の持ち馬として競走馬登録される。
牧場の経営費用は競馬における賞金の他、日本国外から購入してきた牝馬を引退後に繁殖牝馬として日本国外で売却することで得ている。

## 本場以外の施設
- 栄進牧場久世育成センター（岡山県真庭市(旧久世町)）

## 主な生産馬
栄進堂所有馬も生産している。
- エイシンリゲイン（1986年サファイヤステークス）
- エイシンテンペスト（1987年ペガサスステークス）
- エイシンフェアリー（1989年東京障害特別(春)）
- エイシンサニー（1990年報知杯4歳牝馬特別、優駿牝馬）
- エイシンサンサン（1994年小倉3歳ステークス）エイシンニーザン、エーシンディーエス、エイシンクリックの母
- エイシンイットオー（1995年小倉3歳ステークス）
- エイシンルーデンス（1999年チューリップ賞、2001年中山牝馬ステークス）
- エイシンツルギザン（2003年ニュージーランドトロフィー）
- エイシンテンダー（2005年チューリップ賞）
- エイシンニーザン（2005年プリンシパルステークス、2008年阪神スプリングジャンプ）
- エイシンデピュティ（2007年エプソムカップ、2008年京都金杯、金鯱賞、宝塚記念）
- エーシンディーエス（2009年京都ジャンプステークス、2010年京都ハイジャンプ）
- エーシンブラン（2011年兵庫チャンピオンシップ）
- エーシンヴァーゴウ（2011年アイビスサマーダッシュ、セントウルステークス）
- エーシンモアオバー（2013年・2014年白山大賞典[2][3]、2012年・2014年名古屋グランプリ[4][5]）
- エイシンヴァラー（2018年黒船賞）
- エイシンクリック(2022年阪神スプリングジャンプ)
- ガストリック（2022年東京スポーツ杯2歳ステークス）[6]

## 主な繋養馬
- エイシンサンサン
- エーシンヴァーゴウ
- エイシンプレストン
- エーシンジーライン
- エーシンメンフィス